# Record Plant
Record Plant (auch The Record Plant) ist der Name von ursprünglich drei bekannten Tonstudios in New York City, Los Angeles und Sausalito in Kalifornien. Zu den Künstlern, die in den Studios Aufnahmen machten, gehören unter anderem Aerosmith, Bruce Springsteen, Frank Zappa, Jimi Hendrix, John Lennon, Prince, Lori Burton und Queen.

## Geschichte

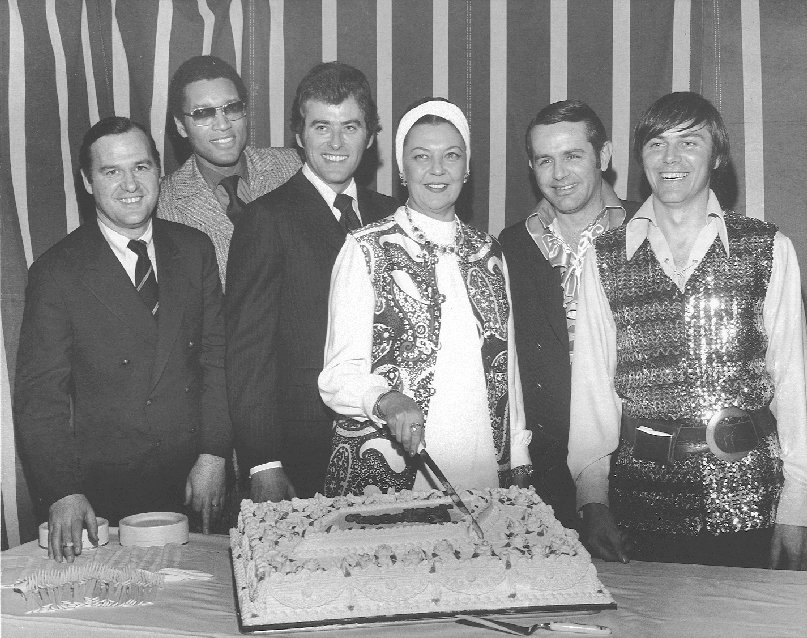
Eröffnungsfeier in Los Angeles am 4. Dezember 1969. Rechts im Bild Gary Kellgren und Chris Stone (von rechts).

Das Studio in New York City wurde von Gary Kellgren und Chris Stone im Frühjahr 1968 eröffnet. Eine der ersten Sessions waren die Aufnahmen zum Album Electric Ladyland von The Jimi Hendrix Experience, die zwischen Juni und August 1968 im Studio A entstanden. Nachdem der Kabelsender TeleVision Communications (TVC) die Studios in New York übernommen hatte, wurde nur ein Jahr später ein zweites Studio in Los Angeles eröffnet. 1972 kam das Studio in Sausalito dazu. Studiogründer Kellgren starb 1977. Im darauffolgenden Jahr wurde das Studio C bei einem Brand zerstört. 1987 übernahm der ehemalige Beatles-Produzent und Mitinhaber der Chrysalis-Gruppe, George Martin, die Studios. Während das Studio in Los Angeles weiter unter dem Namen The Record Plant besteht, schlossen das New Yorker Studio 1987 und jenes in Sausalito 2008 die Pforten.
Die Studios setzten sehr darauf, den Künstlern eine komfortable Atmosphäre zu schaffen. Besonders Kellgren setzte anstatt auf klinische Räume auf eine angenehme Ausstattung der Studios.

## Produzenten und Toningenieure
- Gary Kellgren (Mitgründer, Produzent und Toningenieur)
- Shelly Yakus (Toningenieur)
- Roy Cicala (Toningenieur)
- Ray Colcord (Produzent)
- Jack Douglas (Produzent)
- Jimmy Iovine (Toningenieur und Produzent)
- Jay Messina (Produzent)
- Jimmy Robinson (Produzent und Toningenieur)
- Sam Ginsberg (Toningenieur)

## Ausgewählte Alben
| Interpret                       | Titel                                    | Jahr      | Ort           | Bemerkungen                                          |
| ------------------------------- | ---------------------------------------- | --------- | ------------- | ---------------------------------------------------- |
| Aerosmith                       | Get Your Wings                           | 1973–1974 | New York City |                                                      |
| Aerosmith                       | Toys in the Attic                        | 1975      | New York City |                                                      |
| After the Fire                  | Laser Love                               | 1979      | New York City |                                                      |
| Alice Cooper                    | School’s Out                             | 1972      | New York City |                                                      |
| America                         | Homecoming                               | 1972      | Los Angeles   |                                                      |
| America                         | Hat Trick                                | 1973      | Los Angeles   |                                                      |
| Andy Taylor                     | Thunder                                  | 1987      | Los Angeles   |                                                      |
| Artful Dodger                   | Honor Among Thieves                      | 1975–1976 | New York City |                                                      |
| Artful Dodger                   | Babes on Broadway                        | 1977      | New York City |                                                      |
| Ayumi Hamasaki                  | Secret                                   | 2006      | Los Angeles   |                                                      |
| Ayumi Hamasaki                  | Guilty                                   | 2008      | Los Angeles   |                                                      |
| Ayumi Hamasaki                  | Next Level                               | 2009      | Los Angeles   |                                                      |
| B. B. King                      | Indianola Mississippi Seeds              | 1970      | Los Angeles   |                                                      |
| Beastie Boys                    | Paul’s Boutique                          | 1988–1989 | New York City | Teile des Albums                                     |
| Bee Gees                        | Life in a Tin Can                        | 1973      | Los Angeles   |                                                      |
| Beyoncé                         | 4                                        | 2011      | Los Angeles   |                                                      |
| Billy Joel                      | Piano Man                                | 1973      | Los Angeles   |                                                      |
| Black Sabbath                   | Master of Reality                        | 1971      | Los Angeles   |                                                      |
| Black Sabbath                   | Vol. 4                                   | 1972      | Los Angeles   |                                                      |
| Black Sabbath                   | Mob Rules                                | 1981      | Los Angeles   |                                                      |
| Blondie                         | Parallel Lines                           | 1978      | New York City |                                                      |
| Blue Öyster Cult                | Mirrors                                  | 1979      | Los Angeles   |                                                      |
| Boston                          | Boston                                   | 1975–1976 | Los Angeles   |                                                      |
| Brian May + Friends             | Star Fleet Project                       | 1983      | Los Angeles   |                                                      |
| Bruce Springsteen               | Born to Run                              | 1974–1975 | New York City |                                                      |
| Bruce Springsteen               | Darkness on the Edge of Town             | 1977–1978 | New York City |                                                      |
| Buddy Miles                     | Booger Bear                              | 1973      | Sausalito     |                                                      |
| Buddy Miles                     | Chapter VII                              | 1973      | Sausalito     |                                                      |
| Carlos Santana                  | Supernatural                             | 1999      | Sausalito     | Aufnahmen auch in den Fantasy Studios, Berkeley      |
| Cheap Trick                     | Cheap Trick                              | 1977      | New York City |                                                      |
| Cheap Trick                     | Heaven Tonight                           | 1978      | Los Angeles   |                                                      |
| Cheap Trick                     | Dream Police                             | 1979      | Los Angeles   |                                                      |
| Chicago                         | Chicago XIV                              | 1980      | Los Angeles   |                                                      |
| Cock Robin                      | Cock Robin                               | 1985      | New York City |                                                      |
| Crosby, Stills and Nash         | Live It Up                               | 1990      | Los Angeles   |                                                      |
| Cyndi Lauper                    | She’s So Unusual                         | 1983      | New York City |                                                      |
| Damn Yankees                    | Don’t Tread                              | 1992      | Los Angeles   |                                                      |
| Dan Hicks and the Hot Licks     | Last Train To Hicksville…                | 1973      | New York City |                                                      |
| Dan Fogelberg & Tim Weisberg    | Twin Sons of Different Mothers           | 1978      | Sausalito     |                                                      |
| Danzig                          | Danzig III: How the Gods Kill            | 1992      | Los Angeles   |                                                      |
| Danzig                          | Danzig 4p                                | 2007      | Los Angeles   |                                                      |
| Dave Mason                      | Let It Flow                              | 1977      | Los Angeles   |                                                      |
| Dave Matthews Band              | Before These Crowded Streets             | 1998      | Sausalito     |                                                      |
| Dave Matthews Band              | Busted Stuff                             | 2002      | Sausalito     |                                                      |
| David Bowie                     | Lodger                                   | 1979      | New York City |                                                      |
| Deftones                        | White Pony                               | 2000      | Sausalito     |                                                      |
| Devo                            | New Traditionalists                      | 1981      | Los Angeles   |                                                      |
| Devo                            | Shout                                    | 1984      | Los Angeles   |                                                      |
| Don McLean                      | American Pie                             | 1971      | New York City |                                                      |
| Eagles                          | On the Border                            | 1974      | Los Angeles   |                                                      |
| Elton John & Tim Rice           | The Road to El Dorado (Soundtrack)       | 2000      | Los Angeles   |                                                      |
| Evanescence                     | The Open Door                            | 2006      | Los Angeles   |                                                      |
| Fleetwood Mac                   | Rumours                                  | 1976      | Los Angeles   |                                                      |
| Fleetwood Mac                   | Mirage                                   | 1982      | Los Angeles   |                                                      |
| Flo & Eddie                     | Flo & Eddie                              | 1972      | New York City |                                                      |
| Garland Jeffreys                | American Boy & Girl                      | 1979      | New York City |                                                      |
| Grace Slick                     | Software                                 | 1984      | Sausalito     |                                                      |
| Guns N’ Roses                   | Use Your Illusion I Use Your Illusion II | 1991      | New York City |                                                      |
| Heart                           | Heart                                    | 1985      | Los Angeles   |                                                      |
| Heart                           | Heart                                    | 1985      | Sausalito     |                                                      |
| Huey Lewis and the News         | Sports                                   | 1983      | Sausalito     | Aufnahmen auch im Studio The Automatt, San Francisco |
| Iggy Pop                        | Soldier                                  | 1980      | New York City | nur Abmischung                                       |
| James Gang                      | Rides Again                              | 1970      | Los Angeles   |                                                      |
| Jefferson Airplane              | Jefferson Airplane                       | 1989      | Los Angeles   |                                                      |
| Jefferson Airplane              | Nuclear Furniture                        | 1984      | Sausalito     |                                                      |
| Jefferson Starship              | Freedom at Point Zero                    | 1979      | Los Angeles   |                                                      |
| Jefferson Starship              | Modern Times                             | 1981      | Los Angeles   |                                                      |
| Joe Walsh                       | So What                                  | 1974      | Los Angeles   |                                                      |
| John Fogerty                    | Centerfield                              | 1985      | Sausalito     |                                                      |
| John Lennon                     | Imagine                                  | 1971      | New York City |                                                      |
| John Lennon & Yoko Ono          | Double Fantasy                           | 1980      | New York City |                                                      |
| Jonathan Edwards                | Have a Good Time for Me                  | 1973      | New York City |                                                      |
| Judas Priest                    | Turbo                                    | 1985–1986 | Los Angeles   |                                                      |
| Kanye West                      | Late Registration                        | 2005      | Los Angeles   |                                                      |
| Kanye West                      | Graduation                               | 2007      | Los Angeles   |                                                      |
| KBC Band                        | KBC Band                                 | 1986      | Sausalito     |                                                      |
| Kiss                            | Destroyer                                | 1976      | New York City |                                                      |
| Kiss                            | Love Gun                                 | 1977      | New York City |                                                      |
| Kiss                            | Dynasty                                  | 1979      | New York City |                                                      |
| Kiss                            | Unmasked                                 | 1980      | New York City |                                                      |
| Kiss                            | Killers                                  | 1982      | Los Angeles   |                                                      |
| Kiss                            | Creatures of the Night                   | 1982      | Los Angeles   |                                                      |
| Lady Gaga                       | The Fame                                 | 2008      | Los Angeles   |                                                      |
| Lady Gaga                       | The Fame Monster                         | 2009      | Los Angeles   |                                                      |
| Mariah Carey                    | Emotions                                 | 1991      | Sausalito     | Aufnahmen auch im Tarpan Studio, San Rafael          |
| Mariah Carey                    | Music Box                                | 1993      | Sausalito     |                                                      |
| Marilyn Manson                  | Portrait of an American Family           | 1994      | Los Angeles   |                                                      |
| Marty Balin                     | Balin                                    | 1981      | Sausalito     |                                                      |
| Maze                            | Joy and Pain                             | 1980      | Sausalito     |                                                      |
| Metallica                       | Load                                     | 1996      | Sausalito     |                                                      |
| Metallica                       | ReLoad                                   | 1997      | Sausalito     |                                                      |
| Moody Blues                     | Octave                                   | 1978      | Los Angeles   |                                                      |
| Mountain                        | Flowers Of Evil                          | 1971      | Los Angeles   |                                                      |
| Mother Love Bone                | Apple                                    | 1990      | Sausalito     |                                                      |
| Moxy                            | Ridin’ High                              | 1977      | New York City |                                                      |
| Mushroomhead                    | XX                                       | 2001      | Los Angeles   |                                                      |
| New Riders of the Purple Sage   | The Adventures of Panama Red             | 1972      | Sausalito     |                                                      |
| New York Dolls                  | New York Dolls                           | 1973      | New York City |                                                      |
| Nine Inch Nails                 | The Downward Spiral                      | 1994      | Los Angeles   |                                                      |
| The Outlaws                     | Outlaws                                  | 1975      | New York City |                                                      |
| Ozark Mountain Daredevils       | Ozark Mountain Daredevils                | 1980      | Los Angeles   |                                                      |
| Papa Wheelie                    | Live Lycanthropy                         | 2002      | Sausalito     |                                                      |
| Paris                           | Paris                                    | 1975–1976 | Los Angeles   | aufgenommen im Studio C und im Pit in Sausalito      |
| Patti Smith Group               | Radio Ethiopia                           | 1976      | New York City |                                                      |
| Patti Smith Group               | Easter                                   | 1978      | New York City |                                                      |
| Pharoah Sanders                 | Thembi                                   | 1971      | Sausalito     |                                                      |
| Prince                          | For You                                  | 1978      | Sausalito     |                                                      |
| Quarterflash                    | Quarterflash                             | 1981      | Los Angeles   |                                                      |
| Queen                           | The Works                                | 1983–1984 | Los Angeles   |                                                      |
| REO Speedwagon                  | REO Speedwagon                           | 1979      | Los Angeles   |                                                      |
| Return to Forever               | Hymn of the Seventh Galaxy               | 1973      | New York City |                                                      |
| Return to Forever               | No Mystery                               | 1975      | New York City |                                                      |
| Rick James                      | Fire It Up                               | 1979      | Sausalito     |                                                      |
| Rick James                      | Garden of Love                           | 1980      | Sausalito     |                                                      |
| Rick James                      | Street Songs                             | 1981      | Sausalito     | Aufnahmen auch bei Motown/Hitsville, Hollywood       |
| Robbie Williams                 | Escapology                               | 2002      | Los Angeles   |                                                      |
| Rod Stewart                     | Rod Stewart                              | 1979      | Los Angeles   |                                                      |
| Rod Stewart                     | Body Wishes                              | 1983      | Los Angeles   |                                                      |
| Rod Stewart                     | Tonight I’m Yours                        | 1981      | Los Angeles   |                                                      |
| Rod Stewart                     | Out of Order                             | 1988      | Los Angeles   |                                                      |
| Rough Cutt                      | Rough Cutt                               | 1984      | Los Angeles   |                                                      |
| Scorpions                       | Humanity – Hour I                        | 2006      | Los Angeles   | Orchester (Oktober/November 2006)                    |
| Sly & the Family Stone          | There’s a Riot Goin’ On                  | 1971      | New York City |                                                      |
| Sly & the Family Stone          | Fresh                                    | 1972–1973 | Sausalito     |                                                      |
| Stephen Stills                  | Stills Alone                             | 1991      | Los Angeles   |                                                      |
| Stevie Wonder                   | Songs in the Key of Life                 | 1976      | Sausalito     |                                                      |
| Suicidal Tendencies             | Join the Army                            | 1987      | Los Angeles   |                                                      |
| Supertramp                      | Even in the Quietest Moments…            | 1977      | Los Angeles   |                                                      |
| Survivor                        | Survivor                                 | 1980      | Los Angeles   |                                                      |
| Survivor                        | Vital Signs                              | 1984      | Los Angeles   |                                                      |
| Tears for Fears                 | Raoul and the Kings of Spain             | 1994      | Los Angeles   |                                                      |
| The Allman Brothers Band        | Brothers and Sisters                     | 1973      | New York City |                                                      |
| The Allman Brothers Band        | Win, Lose or Draw                        | 1975      | Los Angeles   |                                                      |
| The Fray                        | The Fray                                 | 2009      | Sausalito     |                                                      |
| The Isley Brothers              | 3 + 3                                    | 1973      | Los Angeles   |                                                      |
| The Jimi Hendrix Experience     | Electric Ladyland                        | 1968      | New York City | eine der ersten Aufnahmesessions                     |
| The Offspring                   | Days Go By                               | 2012      | Los Angeles   |                                                      |
| The Soft Machine                | The Soft Machine                         | 1968      | New York City | eine der ersten Aufnahmesessions                     |
| The Tubes                       | The Tubes                                | 1975      | Los Angeles   |                                                      |
| The Wailers                     | Talkin’ Blues                            | 1973      | Sausalito     |                                                      |
| Three Dog Night                 | Hard Labor                               | 1974      | New York City |                                                      |
| Todd Rundgren                   | Nearly Human                             | 1989      | Sausalito     |                                                      |
| Tom Petty And The Heartbreakers | Long After Dark                          | 1982      | Los Angeles   |                                                      |
| Tom Waits                       | Nighthawks at the Diner                  | 1975      | Los Angeles   |                                                      |
| Tower of Power                  | In the Slot                              | 1975      | Sausalito     |                                                      |
| Twisted Sister                  | Come Out and Play                        | 1985      | Los Angeles   |                                                      |
| Vanessa Carlton                 | Harmonium                                | 2004      | Los Angeles   |                                                      |
| Yngwie J. Malmsteen             | Rising Force                             | 1984      | Los Angeles   |                                                      |